# Combaya
Combaya è un comune (municipio in spagnolo) della Bolivia nella provincia di Larecaja (dipartimento di La Paz) con 2.433 abitanti (dato 2010).

## Cantoni
Il comune è suddiviso in 2 cantoni (popolazione 2001):
- Combaya - 1.741 abitanti
- San Pedro de Sorejaya - 950 abitanti